# آام‌ایکس-۳۰
آام‌ایکس-۳۰ (به فرانسوی: AMX-30) نوعی تانک اصلی میدان نبرد فرانسوی است که شرکت جیات طراحی کرده و از سال ۱۹۶۶ به خدمت ارتش فرانسه درآمد. عدد ۳۰ در نام این تانک به وزن پیش‌نمونه این تانک اشاره داشت اما مدل تولیدی این تانک ۳۶ تن وزن داشت که البته در مقایسه با تانک‌های اصلی میدان نبرد دیگر بسیار سبک محسوب می‌شد.
مطابق با نظریهٔ نظامی فرانسوی‌ها در آن دوران برای حفاظت از تانک در مقابل سلاح‌های ضدتانک جدید به زره بسیار ضخیمی نیاز است که تحرک و مانورپذیری تانک را بسیار کاهش می‌دهد اما در صورتی که تانک سرعت بالا و اندازه کوچکی داشته باشد می‌تواند بهتر از خود حفاظت کند. فرانسوی‌ها برای این تانک یک توپ ۱۰۵ م‌م طراحی کرده بودند که گلوله‌های شدیدالانفجار جدیدی به نام اوبوس ژ را شلیک می‌کرد و عملکرد بسیار خوبی در نبردهای تانک به تانک در مسافت‌های دور داشت. نیروی محرکهٔ این تانک را هم یک موتور دیزلی ۷۲۰ اسب بخاری تأمین می‌کرد اما جعبه دنده قدیمی و پرایراد تانک تأثیر منفی بر عملکرد آن نهاده بود.
مشکلاتی که سیستم انتقال قدرت تانک ایجاد کرده بود فرانسوی‌ها را واداشت که در سال ۱۹۷۹ تمام تانک‌های خود را به استاندارد ب۲ بهینه‌سازی کنند که شامل جعبه دنده نیمه‌اتوماتیک جدید، موتور بهبودیافته و گلوله‌های انرژی جنبشی جدید می‌شد. مدل‌هایی از این تانک نیز به عنوان خودرو بازیابی و تعمیر، توپ ضدهوایی خودکششی، پل‌گذار، پرتابگر موشک اتمی تاکتیکی و پرتابگر موشک زمین‌به‌هوا ساخته شدند.

## مقایسه با تانک‌های هم‌دوره
|                    | ام۶۰ آ۳ پاتون              | لئوپارد ۱                  | آام‌ایکس-۳۰                 | تی-۵۵                      | تی-۶۲                      | چیفتن                      |
| ------------------ | -------------------------- | -------------------------- | -------------------------- | -------------------------- | -------------------------- | -------------------------- |
| وزن                | ۵۵٫۶ تن                    | ۴۲٫۲ تن                    | ۳۶ تن                      | ۳۶ تن                      | ۴۰ تن                      | ۵۶ تن                      |
| توپ                | توپ خان‌دار ۱۰۵ م‌م/۵۳ ال۷   | توپ خان‌دار ۱۰۵ م‌م/۵۳ ال۷   | توپ خان‌دار ۱۰۵ م‌م/۵۶ اف۱   | توپ خان‌دار ۱۰۰ م‌م/۵۲ دی۲۰  | توپ بدون خان ۱۱۵ م‌م        | توپ خان‌دار ۱۲۰ م‌م/۵۵       |
| ظرفیت حمل مهمات    | ۶۳ گلوله                   | ۵۵ گلوله                   | ۵۰ گلوله                   | ۴۳ گلوله                   | ۴۰ گلوله                   | ۶۲ گلوله                   |
| برد عملیاتی        | ۴۸۰ کیلومتر                | ۶۰۰ کیلومتر                | ۶۰۰ کیلومتر                | ۵۰۰ کیلومتر                | ۴۵۰ کیلومتر                | ۵۰۰ کیلومتر                |
| قدرت موتور         | ۷۵۰ اسب بخار (۵۶۰ کیلووات) | ۸۳۰ اسب بخار (۶۲۰ کیلووات) | ۶۸۰ اسب بخار (۵۱۰ کیلووات) | ۵۸۰ اسب بخار (۴۳۰ کیلووات) | ۵۸۰ اسب بخار (۴۳۰ کیلووات) | ۷۵۰ اسب بخار (۵۶۰ کیلووات) |
| حداکثر سرعت (جاده) | ۵۰ کیلومتر بر ساعت         | ۶۲ کیلومتر بر ساعت         | ۶۵ کیلومتر بر ساعت         | ۵۰ کیلومتر بر ساعت         | ۵۰ کیلومتر بر ساعت         | ۵۰ کیلومتر بر ساعت         |
| زره (جلوی برجک)    | ۲۵۴ م‌م                     | ۶۰ م‌م مدور                 | ۸۱ م‌م                      | ۲۰۳ م‌م                     | ۲۴۲ م‌م                     | ۱۹۵ م‌م با زاویه ۶۲ درجه    |
| زره (جلوی بدنه)    | ۲۶۷ م‌م (در خط دید)         | ۷۰ م‌م در زاویه ۶۰          | ۷۹ م‌م (در خط دید)          | ۹۷ م‌م در زاویه ۵۸ درجه     | ۱۰۲ م‌م در زاویه ۶۰         | ۱۷۲ م‌م در زاویه ۷۲ درجه    |

## کاربران کنونی
- بوسنی و هرزگوین ۳۲ عراده
- قبرس ۵۲ عراده
- قطر۳۰ عراده که با لئوپارد ۲ جایگزین خواهد شد.[۷]
- تونس آام‌ایکس-۳۰اس‌های عربستان سعودی
- ونزوئلا ۸۰ عراده آام‌ایکس-۳۰وی۲ و ۴ آام‌ایکس-۳۰دی (مدل تعمیر و بازیابی)

## کاربران سابق
- فرانسه در دههٔ ۱۹۹۰ با لکلر آ ام ایکس ۵۶ جایگزین شد.
- عربستان سعودی در دههٔ ۱۹۹۰ با ام۱ آبرامز جایگزین شد.
- اسپانیا با مدل تولید اسپانیای لئوپارد ۲ جایگزین شد.
- یونان با لئوپارد ۱ و لئوپارد ۲ جایگزین شد.
- شیلی
- امارات متحده عربی ۴۵ عراده در انبار[۸]